# Intervallfahrplan

Abfahrten der Wiener U6 in Siebenhirten. Nur die ersten beiden Fahrten sowie alle ab 21:17 Uhr sind fest definiert, dazwischen gilt der Intervallfahrplan mit Abständen zwischen zwei und sechs Minuten

Ein Intervallfahrplan ist ein spezieller Fahrplan im Öffentlichen Personennahverkehr, der nur ein Abfahrtsintervall in Minuten angibt, ohne dass konkrete Uhrzeiten angegeben sind. Es ist lediglich festgelegt, dass in einem bestimmten Zeitraum eine bestimmte Anzahl an Abfahrten erfolgen sollte. Der genaue Abfahrtszeitpunkt ist somit sekundär. Anders als beim klassischen zeitgebundenen Fahrplan werden die Zeitangaben beim Intervallfahrplan dynamisch angepasst, die Abweichungen zum Soll-Fahrplan werden dem Fahrgast nicht kommuniziert. Während bei festen Fahrplänen mit dichten Taktfolgen häufig unerwünschte Pulkbildungen auftreten – wobei sich im Verspätungsfall die Fahrgastwechselzeit verlängert, sodass nachfolgende Kurse auffahren und gegebenenfalls überfüllt sind – soll der Intervallfahrplan diesen vorbeugen, indem er für die entsprechende Abstandssicherung sorgt. Für das jeweilige Verkehrsunternehmen hat ein Intervallfahrplan zudem den Vorteil, die Umläufe in Stoßzeiten flexibler disponieren zu können.